# المقرعة (حبيش)

تعديل مصدري - تعديل

المقرعة محلة تابعة لقرية الحقامي، التابعة لعزلة الوطئة بمديرية حبيش إحدى مديريات محافظة إب في الجمهورية اليمنية، بلغ تعداد سكانها 44 حسب تعداد اليمن لعام 2004.